# Abraham van Rostov
Abraham van Rostov (Russisch: Авраамий Ростовский, Avraamij Rostovskij) (eind 10de eeuw - Rostov, tussen 1037 en 1077) was een christelijk monnik uit Rusland. Hij werd evenwel geboren in een niet-christelijke familie, maar door een bijna-doodervaring bekeerde hij zich tot het christendom.
Hij predikte het evangelie in zijn streek. Abraham stichtte tevens het klooster van Theophonia in Rostov. Zijn feestdag is op 29 oktober.